# チョン・ジニョン (コメディアン)
チョン・ジニョン（ハングル: 정진영、ラテン翻字: JUNG Jin-young、1980年7月9日 - ）は、大韓民国ソウル特別市出身のコメディアン。

## 経歴
全羅北道所在の芸苑芸術大学校公演音楽学部でコメディ演技を専攻。卒業後コメディアンを志してコメディアンの公開採用試験を受けたが8回連続で不合格。9回目でようやく合格を果たし、32歳の新人コメディアンとしてKBSに入社した。KBS公開採用26期コメディアンの同期にはキム・ヘソン、イ・ムンジェやイ・サンフン、イム・ウイルらがいる。
入社2年目の2012年に、KBSのバラエティ番組ギャグコンサートのコーナー「ある・ない」（있기없기）で刑務所の看守役、および「奴愛」（노애、「奴隷」(노예)のもじり）で奴婢のひとりの役でデビューしたが、その後約1年に渡り同番組へ登場することはなかった。その後復帰し、「トーチトゥゲザー」（횃불 투게더）コーナーにレギュラーメンバーとして出演するようになった。
2013年3月にはイ・ムンジェと共に、KBSのドキュメンタリー番組ドキュメンタリー3日に出演。同年8月、KBS公開採用の同期であるキム・ヘソン、イム・ウイルと共に、コメディアン専門の芸能会社ショータイムエンターテインメントと契約した。
同期コメディアンからは「常にギャグを考えている努力の人」（イ・サンフン）、「よいものを作ろうと努力するが故に酷い恐怖症も抱えている人」（チョン・スンファン）、「取りまとめ屋。他人のためにアイディアを出してエネルギーを注ぎ込むため、自分のためにアイディアを考える時には疲れ果てている」（イ・ムンジェ）といった評価をされている。